# Pennsylvania (lớp thiết giáp hạm)
Lớp thiết giáp hạm Pennsylvania là một lớp thiết giáp hạm thế hệ dreadnought của Hải quân Hoa Kỳ; là loạt hai chiếc thứ bảy được thiết kế trên căn bản mở rộng lớp lớp Nevada. Chúng có thêm hai khẩu pháo 355 mm (14 inch) 45 caliber cho dàn pháo chính, chiều dài và lượng rẽ nước lớn hơn, bốn trục chân vịt và tốc độ nhanh hơn đôi chút. Chúng cũng có số lượng pháo hạng hai 127 mm (5 inch)/51 caliber nhiều hơn, nhưng lại nhanh chóng được giảm bớt do có xu hướng bị ướt khi di chuyển.

## Thiết kế
Ủy ban Tướng lĩnh vừa mới hoàn tất việc thiết kế lớp Nevada khi họ tiếp tục chuyển sang thiết kế lớp thiết giáp hạm dreadnought thứ bảy của Hải quân Mỹ sử dụng các thông số của thiết kế 1913: 12 khẩu pháo chính 355 mm (14 inch)/45 caliber, 22 pháo hạng hai 127 mm (5 inch)/51 caliber, tốc độ 38,9 km/h (21 knot), và lớp vỏ giáp tương đương với lớp Nevada. Các thay đổi nhỏ trong cách bố trí pháo hạng hai vào các nhóm điều khiển hỏa lực. Sức mạnh của Ủy ban Tướng lĩnh được thể hiện trong việc đòi hỏi những con tàu tốt hơn từ Văn phòng Chế tạo và Sửa chữa và vượt qua sự đình trệ từng xảy ra với lớp thiết giáp hạm Nevada. Kết quả là giờ đây con tàu mang theo mười hai khẩu hải pháo 355 mm (14 inch)/45 caliber sử dụng tháp pháo ba nòng trên cả bốn vị trí từng có trên các lớp trước đây cho đến tận lớp Colorado khi các tháp pháo nòng đôi 406 mm (16 inch) được sử dụng.

### Việc bảo vệ dưới nước
Các nhà thiết kế đã ghi nhận sự gia tăng về kích cỡ, tầm xa và sức nổ của ngư lôi cũng như sự tiến triển trong thiết kế của bản thân ngư lôi. Thêm vào đó, việc thiết kế kiểu ngư lôi Davis cũng là một mối quan tâm. Ngư lôi Davis có một đầu đạn pháo 203 mm (8 inch) đặt trong một nòng pháo bố trí trong quả ngư lôi. Do kết quả của một loạt thử nghiệm các thùng chắn được chế tạo (thực ra là các ngăn lườn tàu được đề nghị chế tạo) và thử nghiệm với cả vỏ giáp bên ngoài và bên trong; vũ khí Davis có thể gây hư hại, nhưng câu trả lời cho nó là tăng cường lớp vỏ giáp ngoài. Tuy nhiên, tăng cường lớp vỏ giáp ngoài lại làm gia tăng mức độ hư hại gây ra bởi một quả ngư lôi thông thường. Kết quả của các cuộc thử nghiệm với thùng chắn đưa đến việc lớp Pennsylvania được thiết kế một hệ thống vỏ giáp bốn lớp: từ ngoài vào trong gồm có thép mỏng, không khí, thép mỏng, dầu, thép mỏng, không khí, và cuối cùng là lớp thép dày 240 mm (9,5 inch) ở trong cùng. Kết cấu như vậy làm cho sức mạnh của vụ nổ ngư lôi bị phân tán trong khoảng không khí và làm biến dạng ngăn chứa dầu, cho phép chịu đựng sức nổ của 136 kg (300 lb) thuốc nổ đặt ở ngăn lườn tàu. Thiết kế này được xem là tương đối tiên tiến so với mọi lực lượng hải quân vào thời đó.

### Động cơ
Nhờ sự phát triển của kỹ thuật turbine hơi nước, lớp tàu này đã từ bỏ kiểu động cơ hơi nước ba buồng bành trướng đặt dọc không được ưa chuộng. Hãng Fore River đã thể hiện hiệu suất sử dụng của kiểu động cơ turbine hơi nước hộp số trên số tấn dầu tiêu hao. Một thiết kế động cơ khác được sử dụng trong thiết kế thiết giáp hạm Mỹ là turbine điện được ưa chuộng nhờ sự phân ngăn mà cấu hình này cung cấp. Lớp Pennsylvania áp dụng động cơ theo sơ đồ 4 turbine và 4 trục chân vịt sẽ được sử dụng trong tất cả các thiết kế thiết giáp hạm Mỹ sau này.

## Hoạt động và nâng cấp
Hoạt động tại khu vực Tây Đại Tây Dương trong những năm 1916-1918, những chiếc tàu chiến trong lớp chỉ viếng thăm châu Âu sau khi ngừng bắn vào tháng 11 năm 1918, và sau đó trở thành những thành viên tích cực trong hạm đội Thiết giáp hạm của Hải quân. Được tái cấu trúc trong những năm 1929-1931, dàn pháo chính của chúng có góc nâng lớn hơn, cột ăn-ten ba chân để hỗ trợ hệ thống kiểm soát hỏa lực cải tiến. Dàn pháo hạng hai của các con tàu cũng được nâng cấp, tháo dỡ hai khẩu pháo 127 mm (5 inch)/51 caliber và bổ sung thêm 8 khẩu pháo phòng không 127 mm (5 inch)/25 caliber; cũng như tăng cường sự bảo vệ chống lại hỏa pháo, bom và ngư lôi. Với dự định hoạt động như là soái hạm của hạm đội, Pennsylvania được trang bị cầu tàu chỉ huy mở rộng và được bọc thép. Trở thành những tàu chiến có tầm bắn xa trong một thời đại mà vai trò của máy bay ngày càng lớn mạnh, những tàu chiến trong lớp tiếp tục trải qua một thập niên nữa trong hàng tàu chiến của quốc gia.

## Chiến tranh Thế giới thứ hai
Cả hai chiếc trong lớp Pennsylvania đều hiện diện tại Trân Châu Cảng khi Nhật Bản tấn công nơi này vào ngày 7 tháng 12 năm 1941. Arizona chịu đựng một vụ nổ khủng khiếp tại hầm thuốc đạn phía trước sau khi một quả bom phóng ra bởi một chiếc Kate xuất phát từ tàu sân bay Hiryū đánh trúng giữa hai tháp pháo số 1 và 2 bên mạn trái, đưa đến tổn thất bi thảm và nặng nề nhất của cuộc không kích này. USS Arizona chìm sau khi nổ tung và vỡ làm đôi.
Pennsylvania chỉ bị hư hại nhẹ trong trận này, và nó đã phục vụ tại Mặt trận Thái Bình Dương trong suốt Chiến tranh Thế giới thứ hai. Được trang bị dàn hỏa lực hạng hai mới gầm các khẩu 127 mm (5 inch)/38 caliber nòng đôi đa dụng vào cuối năm 1942, nó hỗ trợ nhiều chiến dịch đổ bộ, và đã hiện diện trong trận hải chiến giữa các tàu súng lớn cuối cùng của thế giới, Trận chiến eo biển Surigao vào ngày 25 tháng 10 năm 1944. Một quả ngư lôi đánh trúng vào tháng 8 năm 1945 đã làm hư hại hệ thống động lực của nó ngoài mức có thể sửa chữa hiệu quả, hỏng ba trong số bốn trục chân vịt. Cùng với các tàu chiến lạc hậu khác, Pennsylvania là mục tiêu của cuộc thử nghiệm bom nguyên tử Crossroads vào năm 1946 và bị đánh đắm ngoài biển hai năm sau đó.

## Những chiếc trong lớp
Lớp Pennsylvania bao gồm hai chiếc, tất cả đều được chế tạo tại bờ Đông Hoa Kỳ:
| Tàu          | Đặt lườn             | Hạ thủy             | Hoạt động            | Số phận                                                                                                |
| Pennsylvania | 27 tháng 10 năm 1913 | 16 tháng 3 năm 1915 | 12 tháng 6 năm 1916  | Ngừng hoạt động 29 tháng 8 năm 1946, bị đánh chìm để thử nghiệm bom nguyên tử ngày 10 tháng 2 năm 1948 |
| Arizona      | 16 tháng 3 năm 1914  | 19 tháng 6 năm 1915 | 17 tháng 10 năm 1916 | Bị đánh chìm 7 tháng 12 năm 1941 trong trận tấn công Trân Châu Cảng                                    |

## Thiết giáp hạm kiểu "Tiêu chuẩn"
Lớp Pennsylvania là một phần của chương trình "Thiết giáp hạm kiểu Tiêu chuẩn" của Hải quân Mỹ, một khái niệm thiết kế để Hải quân có được một hàng thiết giáp hạm gồm những tàu chiến đồng nhất (rất quan trọng, vì nó cho phép vạch kế hoạch cơ động cả hàng tàu chiến thay vì phải tách ra "cánh nhanh" và "cánh chậm") Khái niệm "Tiêu chuẩn" bao gồm hỏa lực tầm xa, tốc độ trung bình 39 km/h (21 knot), bán kính lượn vòng hẹp khoảng 640 m (700 yard) và cải thiện việc kiểm soát hư hỏng. Những lớp thiết giáp hạm "Tiêu chuẩn" khác bao gồm Nevada, New Mexico, Tennessee và Colorado.